# Anamosa
Anamosa ist eine Kleinstadt im östlichen Teil des US-Bundesstaates Iowa und zugleich County Seat des Jones Countys. Die Siedlung entstand ab 1838 nach dem Zuzug von Buffalo Forks und wurde offiziell 1856 als Lexington gegründet. Das U.S. Census Bureau hat bei der Volkszählung 2020 eine Einwohnerzahl von 5.450 ermittelt.

## Geschichte
Die Siedlung wurde 1856 mit dem Namen Lexington inkorporiert. 1877 wurde der Ortsname in Anamosa geändert, um Verwechslungen mit anderen Orten des Namens Lexington zu vermeiden. Es gibt viele Sagen um den Namen Anamosa, so glauben einige, dass Anamosa der Name eines Ureinwohner-Mädchens war, andere glauben dass es „You walk with me“ bedeutet (zu Dt. „Du gehst mit mir“). Die Stadt wurde jedoch tatsächlich nach einer Indianerprinzessin namens Anamosa benannt. Sie war bei den Bürgern beliebt, und nach dem Auszug der Familie aus der Stadt beschlossen die Bürger, ihre Stadt Lexington nach ihr zu benennen.

## Geographie
Durch Anamosa fließt der Fluss Wapsipinicon, im Volksmunde wird er auch Wapsi genannt. Der U.S. Highway 151 und der Iowa Highway 64 verlaufen durch die Stadt. Die geografische Höhe von Anamosa beträgt 253 m, die Gesamtfläche beträgt 6,76 km²; davon sind 6,73 km² Land und 0,03 km² Wasser.

## Demographie
Nach der Volkszählung von 2010 lebten in der Stadt 5.533 Menschen, davon 1.941 Haushalte und 1.163 Familien. Die Bevölkerungsdichte betrug 821,7 Einwohner pro km². Die ethnische Zusammensetzung der Stadt betrug 91,1 % Weiße, 6,4 % Afroamerikaner, 0,4 % Indianer, 0,7 % Asiaten, 0,4 % aus anderen Ethnien. 2,0 % der Bevölkerung waren hispanischer oder lateinamerikanischer Abstammung.
Von den 1.941 Haushalten wohnten in 30,1 % Kinder unter 18 Jahren. 41,4 % waren zusammen lebende Ehepaare. 34,5 % aller Haushalte bestanden aus Einzelpersonen und 17,1 % der Haushalte bestanden aus alleinlebenden welche 65 Jahre oder älter waren. Die durchschnittliche Haushaltsgröße betrug 2,25 Personen und die durchschnittliche Familiengröße 2,87 Personen.
Das Medianalter in der Stadt betrug 39,6 Jahre. 19,6 % der Einwohner waren jünger als 18 Jahre; 8,8 % waren zwischen 18 und 24 Jahre alt; 29,8 % waren 25 bis 44; 24,6 % waren von 45 bis 64; und 17,2 % waren 65 Jahre alt oder älter. Die geschlechtsspezifische Zusammensetzung der Stadt betrug 56,8 % Männer und 43,2 % Frauen.

## Sehenswürdigkeiten

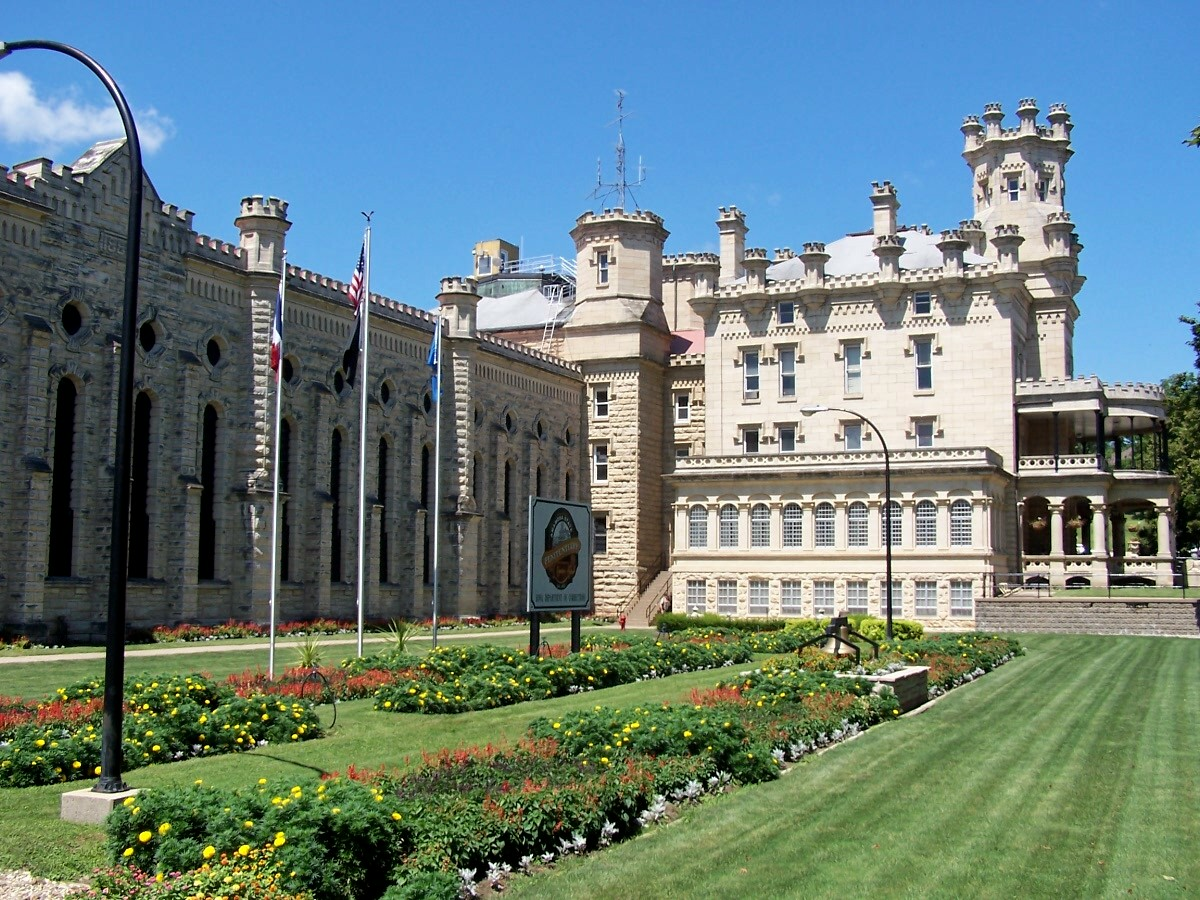
Das Anamosa State Penitentiary

In Anamosa befindet sich das Anamosa State Penitentiary, früher bekannt als "Iowa Men's Reformatory", ein Gefängnis mit mittlerem bis maximalem Sicherheitsgrad. Das Gefängnis ist das größte in Iowa und beherbergt über 1.200 männliche Insassen. Es wurde 1872 gegründet und aus lokal abgebautem Anamosa-Kalkstein im Stil eines Schlosses erbaut, was dem Gefängnis seinen Spitznamen Weißer Palast des Westens gab. Auf dem Gefängnisgelände befindet sich auch das Anamosa State Penitenitiary Museum, das Exponate über das Gefängnisleben aus seiner gesamten Geschichte enthält. Das Gefängnis bietet regelmäßig Führungen an. Der gefängniseigene Friedhof hat rund 120 Gräber.

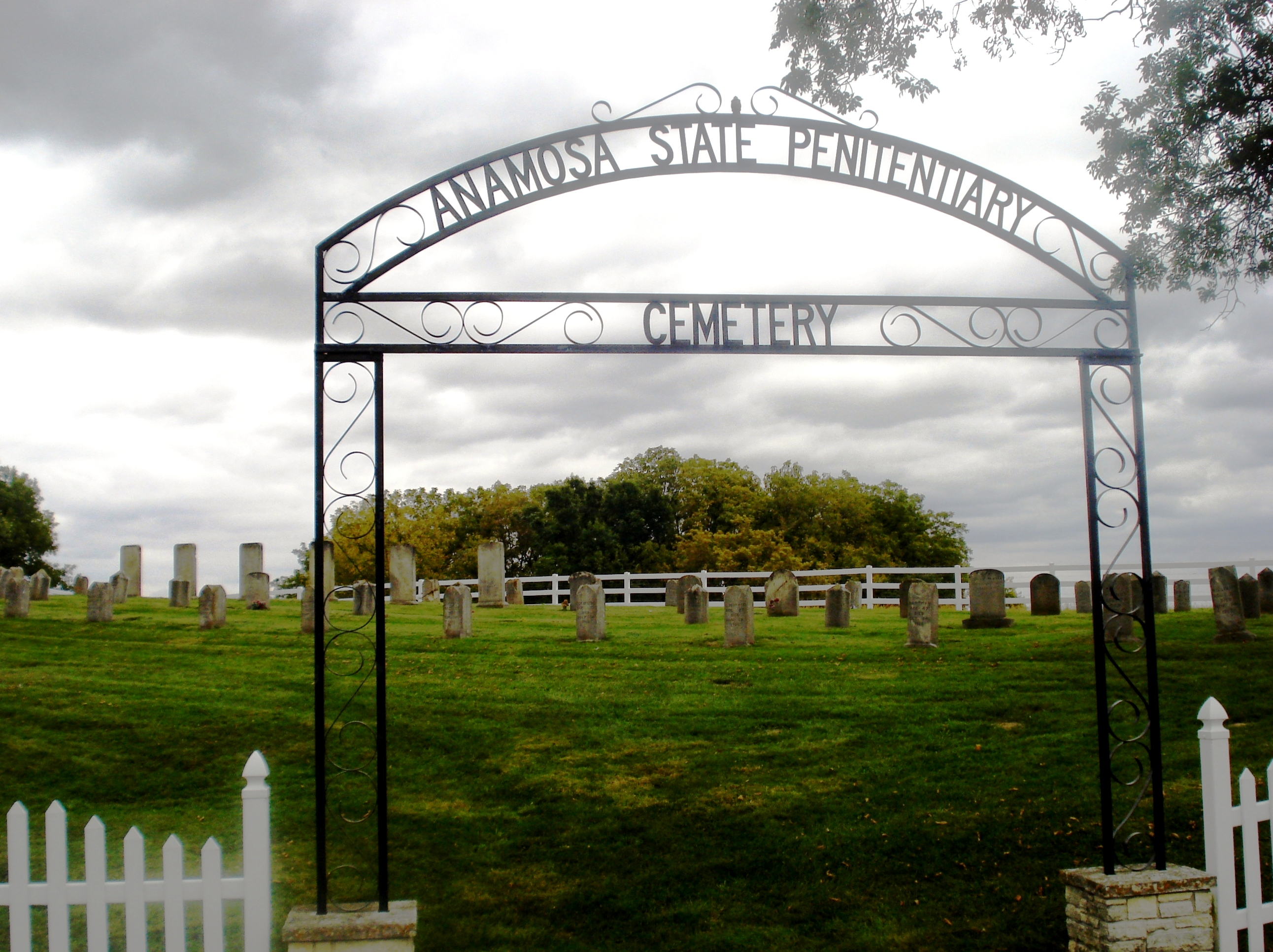
Friedhof des Gefängnisses

Anamosa war der Geburtsort und die Grabstätte des realistischen Künstlers Grant Wood. Er ist auf dem Riverside Friedhof neben einem großen Denkmal eines liegenden Löwen begraben. In der Grant Wood Art Gallery an der Hauptstraße können Besucher eine Sammlung von satirischen Interpretation seines berühmtesten Werks American Gothic ansehen.
Die Stadt Stone City liegt nordwestlich von Anamosa und war Schauplatz einiger Gemälde von Grant Wood. Historische Gebäude aus lokalem Kalkstein stehen noch. Der Steinbruch, der den Kalkstein lieferte, existiert noch heute als Weber Stone Company.

## Persönlichkeiten
- Clem F. Kimball (* 11. August 1868 in Anamosa; † 10. September 1928 in Council Bluffsa), Rechtsanwalt und Politiker der Republikaner
- Lawrence Schoonover (* 6. März 1906 in Anamosa; † 8. Januar 1980 in Mineola), Schriftsteller
- Grant DeVolson Wood, genannt Grant Wood, (* 13. Februar 1891 in Anamosa; † 12. Februar 1942 in Iowa City), Maler
- Marshal Yanda (* 15. September 1984 in Cedar Rapids, Iowa), ehemaliger American-Football-Spieler, der in Anamosa aufwuchs.